# Khlula jezik
Khlula jezik (tula, namupha, alapha, mo, pao, hei phula, crni phula, shaoji phula, sifter basket phula, phulapha, zokhuo na, crni zokhuo; ISO 639-3: ykl), jedan od 24 jugoistočnih ngwi jezika, kojim govori 21 000 ljudi (2007) u kineskoj provinciji Yunnan, u okruzima Wenshan i Maguan.
Priznat je i označen identifikatorom [ykl] 14. siječnja 2008.